# Nürnberger Dialekt
Nürnbergisch ist ein ostfränkischer Dialekt, der im Nürnberger Raum gesprochen wird. Er ist teilweise vom nordbairischen Dialekt geprägt.

## Verbreitung und Merkmale
Das ostfränkische Dialektgebiet geht im Nürnberger Raum stufenweise in das Nordbairische über. Die Grenze zu den anderen ostfränkischen Mundarten wird zum Beispiel durch die häufige Verwendung gestürzter Diphthonge bestimmt, die in anderen ostfränkischen Dialekten nicht vorkommen. So wird im Nürnbergischen etwa Schou anstelle von Schuu (hochdeutsch: Schuh) oder Schdrou anstelle von Schdrua (hochdeutsch: Stroh) gesprochen.
Die Grenze zum Nordbairischen verläuft ungefähr zwischen dem Sprachraum, in dem das fränkische Wort braad, und demjenigen, in dem das nordbairische Wort broad (hochdeutsch: breit) geläufig ist. Der Dialekt der Nachbarstadt Fürth ist bis auf Unterschiede bei der Pluralbildung und den Verkleinerungsformen sehr ähnlich. In Erlangen ist auch eine Form des Nürnbergerisch verbreitet. Besonders gut zu sehen ist dies im Gemeindeteil Tennenlohe in dem – auch wegen der historischen Verbindung und Zugehörigkeit zu Nürnberg – die Nürnberger Mundart mit leichten Abwandlungen besteht.
Mit den anderen ostfränkischen Dialekten teilt das Nürnbergische zahlreiche Gemeinsamkeiten, etwa die grundsätzlich weiche Aussprache der Konsonanten p und t (umgangssprachlich unterschieden als „hartes und weiches ,B´ ‚D‘“) und das rollende ‚R‘. Ein Spezifikum des Nürnbergischen ist die Aussprache des L, bei der die Zunge seitlich zwischen die Zähne geschoben wird. Der dadurch zustande kommende, als Waffel-L bezeichnete Laut entspricht einem interdentalen L, dessen Artikulationsstelle etwa mit derjenigen des englischen th-Lauts übereinstimmt; außerhalb der sprachwissenschaftlichen Literatur wird er im Hinblick auf die mitunter aus dem Mund hängende Zunge meist als prälabiales L bezeichnet.

## Entstehung
Im frühen Mittelalter war der Nürnberger Raum zunächst nur dünn besiedelt. Seit der Zeit zwischen dem 7. und dem 9. Jahrhundert dürften dort vor allem Siedler aus dem Nordgau, also der heutigen Oberpfalz, gelebt haben, die im Osten und im Westen des heutigen Stadtgebiets wohnten. War die Bevölkerungsdichte wegen der geringen Ergiebigkeit der Sandböden damals vermutlich noch recht niedrig, so wurde Nürnberg im Hochmittelalter durch die Stauferkaiser zu einem wichtigen Königsgut ausgebaut und erfuhr eine umfangreiche Ansiedlung von Menschen aus dem ostfränkischen Dialektgebiet. Deren Sprache vermischte sich allmählich mit der der Einheimischen, bis sich schließlich die fränkische Sprache durchsetzte.
Die Forschung geht heutzutage davon aus, dass der Stadtdialekt im Spätmittelalter noch stark zum Nordbairischen tendierte. Seit dem Beginn des 19. Jahrhunderts hingegen lässt sich eine Abkehr von bairischen zugunsten von ostfränkischen Merkmalen beobachten, obwohl gerade im industriellen Zeitalter ein starker Zuzug aus der Oberpfalz stattfand.
Mehrere zeitgenössische Autoren, etwa Fitzgerald Kusz oder Klaus Schamberger, pflegen den Stadtdialekt noch und einige von ihnen gehören dem Collegium Nürnberger Mundartdichter an; die jüngere Bevölkerung spricht ihn kaum mehr. In den Medien ist ein Nürnberger Fränkisch verbreitet, das eher auf umgangssprachlichen Formen als auf der im Verschwinden begriffenen Mundart beruht. Dokumentiert wurde sie durch Tonaufnahmen im Rahmen einer 1907 erschienenen Grammatik und des zwischen 1980 und 2008 erstellten Bayerischen Sprachatlasses. In den deutschen Medien ist der nürnbergische Dialekt nicht allzu häufig anzutreffen. Man begegnet ihm bei den Kabarettisten und Liedermachern Matthias Egersdörfer, Günter Stössel und Bernd Regenauer. Das Volksstück Schweig, Bub! von Fitzgerald Kusz hat es zu einiger Bekanntheit gebracht und auch die Werke von Klaus Schamberger sind mittlerweile recht populär.